# Caecilia inca
Caecilia inca är en groddjursart som beskrevs av Taylor 1973. Caecilia inca ingår i släktet Caecilia och familjen Caeciliidae. IUCN kategoriserar arten globalt som otillräckligt studerad. Inga underarter finns listade.